# Presidentvalet i USA 1800
Presidentvalet i USA 1800 var det fjärde valet i nationens historia. Federalisterna nominerade sittande president John Adams som kandidat medan det Demokratisk-republikanska partiet nominerade sittande vicepresident Thomas Jefferson som sin kandidat. Valsystemet var då utformat så att elektorerna hade två röster var utan möjlighet att ange vilken röst som avsåg presidentposten och vilken som avsåg vicepresidentposten. Det krävde att partierna utformade en taktikröstning där man hade en huvudkandidat till presidentposten, en kandidat till vicepresidentposten och en tredje kandidat som fick motta en enstaka ströröst för att det inte skulle bli lika röstetal mellan två kandidater. Federalisterna lyckades genomföra sin taktikröstning så att John Adams fick 65 röster, vicepresidentkandidaten Thomas Pinckney fick 64 röster och John Jay fick en röst. Demokrat-republikanerna misslyckades dock med sin taktikröstning och Thomas Jefferson och Aaron Burr fick 73 röster var. Konstitutionen angav att man i sådana fall skull gå till representanthuset för att göra ett skiljeval mellan Jefferson och Burr. Det var först vid 36:e omröstningen man kunde komma till ett avgörande och Jefferson fick presidentposten och Burr vicepresidentposten. 
I tio delstater utsågs elektorerna av delstatsparlamentariker. I övriga delstater genomfördes olika typer av allmänna val. Kontroversen runt att Burr och Jefferson fick lika många röster gjorde att man till nästa val hade skapat det tolfte tillägget till konstitutionen så att varje elektor fick ange vilken av sina röster som avsåg presidentposten och vilken som avsåg vicepresidentposten.